# Xenochrophis melanzostus
Espèce
Synonymes
- Coluber melanzostus Gravenhorst, 1807
- Xenochrophis melanozostus (Gravenhorst, 1807)
- Coluber lippus Reuss, 1834

Xenochrophis melanzostus est une espèce de serpents de la famille des Natricidae.

## Répartition
Cette espèce est endémique d'Indonésie. Elle se rencontre dans les îles de Bali et de Java.

## Publication originale
- Gravenhorst, 1807 : Vergleichende Uebersicht des Linneischen und einiger Neuern Zoologischen Systeme, nebst dem Eingeschaltenen Verzeichniss der Zoologischn Sammlung des Verfassers und den Beschreibungen neuer Theirarten die in Derselben Vorhanden Sind, Göttingen: H. Dieterich.